# Амхерст (тауншип, Миннесота)
Амхерст (англ. Amherst) — тауншип в округе Филмор, Миннесота, США. На 2000 год его население составило 405 человек.

## География
По данным Бюро переписи населения США площадь тауншипа составляет 92,8 км², из которых 92,8 км² занимает суша, водоёмов нет.

## Демография
По данным переписи населения 2000 года здесь находились 405 человек, 124 домохозяйства и 101 семья.  Плотность населения —  4,4 чел./км².  На территории тауншипа расположено 139 построек со средней плотностью 1,5 построек на один квадратный километр. Расовый состав населения: 98,02 % белых, 0,49 % азиатов, 0,74 % — других рас США и 0,74 % приходится на две или более других рас. Испанцы или латиноамериканцы любой расы составляли 0,74 % от популяции тауншипа.
Из 124 домохозяйств в 41,9 % воспитывались дети до 18 лет, в 74,2 % проживали супружеские пары, в 3,2 % проживали незамужние женщины и в 18,5 % домохозяйств проживали несемейные люди. 17,7 % домохозяйств состояли из одного человека, при том 8,9 % из — одиноких пожилых людей старше 65 лет. Средний размер домохозяйства — 3,27, а семьи — 3,75 человека.
38,0 % населения — младше 18 лет, 7,7 % — в возрасте от 18 до 24 лет, 25,2 % — от 25 до 44, 19,3 % — от 45 до 64, и 9,9 % — старше 65 лет. Средний возраст — 29 лет. На каждые 100 женщин приходилось 114,3 мужчин.  На каждые 100 женщин старше 18 приходилось 107,4 мужчин.
Средний годовой доход домохозяйства составлял 27 500 долларов, а средний годовой доход семьи —  31 250 долларов. Средний доход мужчин —  23 472  доллара, в то время как у женщин — 20 972. Доход на душу населения составил 11 539 долларов. За чертой бедности находились 12,8 % семей и 25,3 % всего населения тауншипа, из которых 39,8 % младше 18 и 10,7 % старше 65 лет.